# Câncer de laringe
Câncer de laringe (português brasileiro) ou cancro da laringe (português europeu) refere-se a um tumor maligno na laringe humana. A maioria dos cânceres de laringe são carcinoma de células escamosas, que são originados das células escamosas, que formam a maioria do epitélio da laringe.
O câncer pode se desenvolver em qualquer parte da laringe, mas a taxa de cura é afetada pela localização do tumor. Para o estadiamento do tumor, a laringe é dividida em três regiões anatômicas: a glote (cordas vocais verdadeiras, comissuras anterior e posterior); a supra-glote (epiglote, aritenoides e falsas cordas vocais) e infra-glote (ou subglote).
A maioria dos cânceres de laringe se originam na glote. Os cânceres supraglóticos são menos comuns, e os tumores infra-glóticos são os menos frequentes.
O tumor pode se disseminar por extensão direta para estruturas adjacentes, por metástases para linfonodos regionais cervicais, ou mais distantemente, através da corrente sanguínea. Metástases à distância para o pulmão também são comuns.
Esses tumores são formados por células que se multiplicam rapidamente e descontroladamente destruindo os orgãos  se espalhando para os linfonodos do pescoço e para os pulmões.

## Fatores de risco
O principal fator de risco para o câncer de laringe é o tabagismo. O consumo pesado de álcool também é apontado como um fator de risco menos importante. Quando combinados, estes dois fatores parecem ter um efeito sinérgico. 

## Sinais e sintomas
Os sintomas do câncer de laringe dependem do tamanho e da localização do tumor. Eles podem incluir:
- Rouquidão ou outras mudanças na voz
- Um abaulamento no pescoço
- Dor de garganta ou sensação de que há algo preso na garganta
- Tosse persistente
- Estridor
- Mau hálito
- Dor de ouvido ("dor referida")

## Tratamento
O tratamento específico depende da localização, tipo e estadiamento do tumor. O tratamento pode envolver cirurgia, radioterapia ou quimioterapia, isolados ou em combinação.
O tratamento geralmente é coordenado por uma equipe de especialistas em oncologia e otorrinolaringologia.